# پیرکونووو
پیرکونووو (به لهستانی:  Pierkunowo) یک روستا در لهستان است که در گمینا گیژتسکو واقع شده‌است. پیرکونووو ۲۱۰ نفر جمعیت دارد.